# Submarino U 5 (1935)
El U 5 o Unterseeboot 5 fue el quinto submarino alemán de la Kriegsmarine, correspondiente al Tipo IIA, que participó en acciones de combate de la Segunda Guerra Mundial hasta que fue arrumbado el 1 de agosto de 1944. 

## Construcción
Se ordenó iniciar la construcción de este pequeño submarino costero tras el rechazo de Adolf Hitler de los términos del Tratado de Versalles, que prohibían expresamente a Alemania la posesión de una fuerza de submarinos. Su quilla fue puesta sobre las gradas de los astilleros Deutsche Werke de Kiel el 11 de febrero de 1935 simultáneamente con los U 1, U 2, U 3, U 4 y U 6. Fue botado al agua el 14 de agosto de 1935 y tras una muy rápida construcción, fue concluido y entregado a la Kriegsmarine el 31 de agosto de 1935, bajo el mando del Oberleutnant Rolf Dau.

## Historial
Durante la Segunda Guerra Mundial, efectuó dos patrullas de combate. En la primera de ellas, al mando de Günter Kutschmann, partió de Neustadt el 24 de agosto de 1939 para operar en las costas de Polonia y retornó tras dos semanas de navegación el 8 de septiembre de 1939, sin ningún incidente que reportar.
En su segunda patrulla de combate, zaroó el 4 de abril de 1940 de Kiel bajo el mando de Heinrich Lehmann-Willenbrock para operar al sudoeste de Noruega. Tras dos semanas de operaciones sin reportar ningún incidente, retornó a Kiel el 19 de abril de 1940.

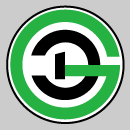
Emblema de la 21.ª Unterseebootsflottille.

Una vez que Noruega fue sometida, llegó a ser evidente que el U 5 y sus cuatro gemelos supervivientes resultaban obsoletos en aquel momento, por lo que fueron relegados a tareas de entrenamiento de tripulaciones encuadrados en la vigésimo primera Unterseebootsflottille (flotilla de submarinos), en la que sirvió en el mar Báltico.

## Destino
U 5 se hundió el 19 de marzo de 1943 en un accidente durante una inmersión al oeste de Pillau. De sus 37 tripulantes, 16 sobrevivieron.

## Comandantes
| Empleo         | Nombre                       | Desde                               | hasta                             |
| -------------- | ---------------------------- | ----------------------------------- | --------------------------------- |
| Oberleutnant   | Rolf Dau                     | 31 de agosto de 1935                | 27 de septiembre de 1936          |
| Kapitänleutant | Gerhard Glattes              | 1 de octubre de 1936                | 2 de febrero de 1938              |
| Oberleutnant   | Günter Kutschmann            | 3 de febrero de 1938                | 4 de diciembre de 1939            |
| Kapitänleutant | Heinrich Lehmann-Willenbrock | 5 de diciembre de 1939              | 11 de agosto de 1940              |
| Oberleutnant   | Herbert Opitz                | 12 de agosto de 1940                | 27 de marzo de 1941               |
| Oberleutnant   | Friedrich Bothe              | 28 de marzo de 1941                 | 6 de enero de 1942                |
| Oberleutnant   | Karl Friederich              | 7 de enero de 1942                  | 23 de marzo de 1942               |
| Oberleutnant   | Hans-Dieter Mohs             | 26 de marzo de 1942                 | mayo de 1942                      |
| Oberleutnant   | Kurt Pressel                 | mayo de 1942                        | 199 de noviembre de 1942          |
| Leutnant       | Hermann Rahn                 | 10 de noviembre de 1942 marzo de 43 | marzo de 1943 19 de marzo de 1943 |
| Leutnant       | Alfred Radermacher           | marzo de 1943                       | marzo de 1943                     |